# فریدا فریزر
فریدا فریزر (انگلیسی: Frieda Fraser; ۳۰ اوت ۱۸۹۹ – ۲۹ ژوئیهٔ ۱۹۹۴) پزشک، دانشمند و استاد دانشگاه کانادایی بود که در زمینه بیماری‌های عفونی، از جمله تحقیقات بر روی مخملک و سل فعالیت می‌کرد. پس از اتمام تحصیلات پزشکی در دانشگاه تورنتو در سال ۱۹۲۵، او یک دوره کارورزی دوساله را در ایالات متحده آمریکا گذراند و در منهتن و فیلادلفیا مطالعه و کار کرد. پس از آن، او در آزمایشگاه‌های کانوت در تورنتو بر روی بیماری‌های عفونی تحقیق کرد و در دوران پیش از کشف پنی‌سیلین، نقش مهمی در جداسازی سویه‌های استرپتوکوک که احتمال بروز بیماری را داشتند، ایفا کرد. از سال ۱۹۲۸، او در دانشکده بهداشت در دانشگاه تورنتو در زمینه پزشکی پیشگیری تدریس کرد و از دستیار آموزشی به رتبه استاد تمام در سال ۱۹۵۵ رسید. در دوران دانشگاه، حدود سال ۱۹۱۷، فریزر با ادیت ویلیامز، شریک زندگی خود، آشنا شد و با وجود تلاش‌های خانواده‌هایشان برای جدایی، رابطه آنها تا زمان درگذشت ادیت در سال ۱۹۷۹ ادامه یافت. مکاتبات میان این دو حفظ شده و به عنوان یک میراث مهم در تاریخ همجنس‌گرایی زنان در کانادا شناخته می‌شود.

## اوایل زندگی
نام اتل فریدا فریزر در ۳۰ اوت ۱۸۹۹ در یورک (تورنتو), انتاریو، کانادا، به عنوان فرزند هلن (نام‌خانوادگی اصلی: زان) و ویلیام هنری فریزر ثبت شد. مشخص نیست که چه زمانی نام او به فریدا هلن فریزر تغییر یافت. پدرش اهل انتاریو و فارغ‌التحصیل دانشگاه تورنتو بود که در کالج آپر کانادا تدریس می‌کرد و سپس به عنوان مدرس زبان‌های ایتالیایی و اسپانیایی در دانشگاه تورنتو منصوب شد. او کتاب‌های درسی زیادی تألیف کرد که سال‌ها در مدارس استان استفاده می‌شدند. مادرش اصالتاً اهل آلمان بود و فرزندانشان، ویلیام کاسپار، دونالد و فریدا به زبان‌های آلمانی و فرانسوی تسلط داشتند. فریزر تا سال ۱۹۱۴ در خانه آموزش دید و سپس در کالج هاورگال ثبت‌نام کرد. اندکی بعد، در سال ۱۹۱۶، پدرش درگذشت و برادرش دونالد نقش حمایتی مهمی در زندگی او ایفا کرد. در سال ۱۹۱۷، فریزر در کالج دانشگاهی برای تحصیل در فیزیک و زیست‌شناسی ثبت‌نام کرد. در دوران دانشگاه، او به انجمن کاپا آلفا تتا پیوست و در آنجا با ادیت ویلیامز آشنا شد. او در سال ۱۹۲۲ مدرک کارشناسی خود را دریافت کرد و وارد دانشکده پزشکی دانشگاه تورنتو شد و در سال ۱۹۲۵ مدرک کارشناسی پزشکی و جراحی را کسب کرد. کلاس او اولین گروهی بود که ملزم به گذراندن شش سال تحصیل بودند و سهمیه‌هایی برای محدود کردن تعداد زنان در نظر گرفته شده بود. از آنجا که بیمارستان‌های کمی زنان پزشک را برای دوره‌های کارورزی می‌پذیرفتند، فریزر در تابستان ۱۹۲۵ به ایالات متحده رفت و کارورزی خود را در درمانگاه زنان و کودکان نیویورک آغاز کرد.

## کارورزی در خارج از کشور
فریزر از سال ۱۹۲۴ در زمینه پزشکی زنان و زایمان شروع به فعالیت کرد. در آن زمان، تنها فرصت‌های کارورزی موجود برای او در زمینه جراحی زنان و زایمان یا تانسیلکتومی کودکان بود. بخش عمده‌ای از کار او شامل ویزیت بیماران مهاجر ساکن خانه‌های اجاره‌ای در لوئر ایست ساید بود. فریزر دانش کمی دربارهٔ تنوع قومی بیماران، فقر آنها و شرایط زندگی‌شان داشت. دیدگاه‌های او تحت تأثیر مطالعات اصلاح نژاد قرار داشت که بر شیوه‌های پزشکی او اثر گذاشت. او متقاعد شد که اطلاعات کافی دربارهٔ پیشگیری از بارداری برای پزشکان و بیماران در دسترس نیست و به دنبال منابع غیرپزشکی رفت و به مدافع آن تبدیل شد. پس از ورود به نیویورک، مکاتبات او با ویلیامز بیشتر شد و رابطه‌شان جدی‌تر گردید.
خانواده‌های هر دو تلاش کردند تا آنها را از هم جدا کنند—خانواده ویلیامز او را به انگلستان فرستادند و خانواده فریزر تهدید کردند که ادامه رابطه موجب قطع روابط خانوادگی خواهد شد—اما آنها از هم جدا نشدند. تجربیات کارورزی فریزر باعث شد که به پژوهش پزشکی بیشتر از طبابت علاقه‌مند شود. پس از اتمام کارورزی در نیویورک در سال ۱۹۲۶، او به فیلادلفیا رفت و از ژانویه ۱۹۲۷ آموزش پسادکتری خود را در مؤسسه فیپس برای مطالعه، درمان و پیشگیری از سل در زمینه باکتری‌شناسی آغاز کرد. در مارس ۱۹۲۷، به او موقعیتی در آزمایشگاه‌های کانوت پیشنهاد شد، جایی که برادرش نیز مشغول به کار بود. او این پیشنهاد را پذیرفت و در اکتبر کار خود را آغاز کرد.

## بازگشت به کانادا
در سال ۱۹۲۸، فریزر به تورنتو بازگشت و در کنار تحقیقاتش، به عنوان دستیار آموزشی در گروه بهداشت و پزشکی پیشگیری تدریس کرد. او یکی از اعضای بنیان‌گذار دانشکده بهداشت دانشگاه تورنتو بود. در سال ۱۹۳۳، ویلیامز به مزرعه خانوادگی‌اش نقل مکان کرد و تنها در تعطیلات آخر هفته به تورنتو بازمی‌گشت. در ۱۹۴۱، او فارغ‌التحصیل شد و به عنوان دامپزشک شروع به کار کرد. برای نخستین بار، آنها خانه‌ای مشترک در تورنتو داشتند و سرپرستی یک کودک پناهنده جنگی از انگلستان را بر عهده گرفتند. آنها تا زمان مرگ ویلیامز در سال ۱۹۷۹ با هم زندگی کردند.

## حرفه
در تحقیقات خود، فریزر عمدتاً در زمینه بیماری‌های عفونی کار می‌کرد و به مطالعه عفونت‌های عمومی، تب نفاسی، مخملک و فارنژیت سپتیک در میان سایر عفونت‌های باکتریایی پرداخت. او در اوایل دهه ۱۹۳۰ مطالعات خود را روی مخملک آغاز کرد و همراه با دکتر هلن پلامر، پریسیپیتین موجود در گونه‌های استرپتوکوک که احتمال ایجاد بیماری داشتند را جداسازی کرد. این یافته‌ها در تعیین انواع آنتی‌توکسینهایی که ممکن بود برای ایمنی‌سازی و خنثی‌سازی بیماری به کار روند، اهمیت داشت.
نوع تحقیقاتی که فریزر در آن مشغول بود، مستلزم جداسازی باکتری‌های بیماری‌زا بود که توکسین تولید می‌کردند تا بتوان آن را به یک اسب تزریق کرد. تزریق مکرر دوزهای کوچک توکسین، ایمنی اسب را در برابر بیماری افزایش می‌داد. سرم (خون) حاصل از خون حیوانات ایمن‌شده حاوی پادتن (که در آن زمان به عنوان آنتی‌توکسین شناخته می‌شد) بود که می‌توانست برای درمان بیماری در انسان‌ها مورد استفاده قرار گیرد. توسعه سولفونامیدها ایمن‌سازی علیه مخملک را غیرضروری کرد، اما فریزر همچنان به مطالعه جنبه‌های دیگر این بیماری ادامه داد.
در سال ۱۹۴۱، او نوع خاصی از استرپتوکوک مرتبط با مخملک را شناسایی کرد که پیشرفتی مهم در همه‌گیرشناسی این بیماری محسوب می‌شد. فریزر همچنین در تلاش برای توسعه یک آنتی‌ژن برای سل تحقیقاتی انجام داد. با توسعه پنی‌سیلین، تحقیقات او پس از سال ۱۹۴۷ بر مطالعه آنتی‌بیوتیکهایی مانند باسیتراسین، پنی‌سیلین، پلی‌میکسین و سابتیلین متمرکز شد. او تأثیر انواع مختلف پنی‌سیلین را در برابر باکتری سل و به عنوان درمانی برای سوزاک بررسی کرد.
با ارتقاء از استادیار و دانشیار، فریزر در سال ۱۹۴۹ استاد تمام شد و برای ادامه دوران حرفه‌ای خود، در رشته پزشکی پیشگیری برای مدرک کارشناسی علوم و پرستاری تدریس کرد. در سال ۱۹۵۵، او به عنوان استاد میکروب‌شناسی منصوب شد و این سمت را تا زمان بازنشستگی‌اش در یک دهه بعد حفظ کرد.

## اواخر دوران حرفه‌ای و بازنشستگی
در سال ۱۹۵۹، این زوج خانه‌ای در خیابان برلینگتون کرِسنت در تورنتو، در نزدیکی کلینیک ادیت ویلیامز، خریداری کردند و تا زمان بازنشستگی خود در آنجا زندگی کردند. در سال ۱۹۶۵، هر دو بازنشسته شدند و خانه خود را فروخته و به خانه‌ای در مزرعه خانوادگی فریزر در برلینگتون، انتاریو نقل مکان کردند. این مزرعه در منطقه‌ای بسیار دیدنی در پرتگاه نیاگارا، در نزدیکی مسیر بروس قرار داشت. فریزر که به باغبانی علاقه داشت، به کار در زمین‌های مزرعه می‌پرداخت و ویلیامز که آشپزی ماهری بود، از آشپزی برای مهمانان متعددشان لذت می‌برد.
آنها به کوهنوردی علاقه‌مند شدند و ویلیامز به‌ویژه از صعود به کوه‌ها لذت می‌برد. هر دو از گردش‌هایی که به آنها امکان می‌داد در طبیعت باشند، بهره می‌بردند. در آرشیو آن‌ها عکس‌های بسیاری از سفرهای کمپینگ و قایق‌رانی همراه با گروه‌های زنان وجود دارد.
در اواخر سال ۱۹۷۶، ویلیامز دچار سکته مغزی شد و هرگز به‌طور کامل بهبود نیافت، نیاز به بستری شدن مکرر در مؤسسه توانبخشی تورنتو پیدا کرد. فریزر هر روز از برلینگتون برای ملاقات با ویلیامز به بیمارستان می‌رفت. ویلیامز در سال ۱۹۷۹ پس از چندین سکته دیگر درگذشت، و فریزر به خانه خود در برلینگتون بازگشت، جایی که تا سه هفته پیش از درگذشتش در آنجا زندگی کرد. سپس خانواده‌اش او را در یک خانه سالمندان بستری کردند.

## درگذشت و میراث
فریزر در ۲۹ ژوئیه ۱۹۹۴ در خانه سالمندانی در برلینگتون، انتاریو درگذشت. در طول زندگی‌اش، فریزر از فرانسیس ام. گیج، هنرمند کانادایی، حمایت مالی کرد و هزینه دو سال تحصیل او را در لیگ دانشجویان هنر نیویورک تأمین نمود. گیج در کلینیک دامپزشکی ویلیامز کار می‌کرد و استعداد مجسمه‌سازی او از طریق دوستان مشترکشان فرانسیس لورینگ و فلورنس وایل مورد تأیید قرار گرفت.